# Ölmanäs
Ölmanäs är en ort i Kungsbacka kommun i Hallands län. Området avgränsades fram till 2010 som en separat tätort, från 2015 räknas det till tätorten Åsa.  
Ölmanäs ligger två kilometer från Åsa och räknas enligt tätortsavgränsningen som en egen ort. Ölmanäs är egentligen benämningen den halvö som sträcker sig från fastlandet ut i Kungsbackafjorden. Ölmanäs kallas även, lokalt, för Örmanäs.

## Småort och tätort
SCB räknade orten som en småort vid den första avgränsningen 1990. Till sammanställningen 1995 hade invånarantalet ökat och Ölmanäs räknades som tätort. År 2005 hade området växt så pass att den tidigare småorten Österbyn nu blev en del av tätorten Ölmanäs.

## Befolkningsutveckling
| Befolkningsutvecklingen i Ölmanäs 1990–2010                           | Befolkningsutvecklingen i Ölmanäs 1990–2010 | Befolkningsutvecklingen i Ölmanäs 1990–2010 | Befolkningsutvecklingen i Ölmanäs 1990–2010 | Befolkningsutvecklingen i Ölmanäs 1990–2010 |
| --------------------------------------------------------------------- | ------------------------------------------- | ------------------------------------------- | ------------------------------------------- | ------------------------------------------- |
|                                                                       |                                             |                                             |                                             |                                             |
| År                                                                    |                                             |                                             | Folkmängd                                   | Areal (ha)                                  |
| 1990                                                                  | 1990                                        |                                             | 190                                         | 44#                                         |
| 1995                                                                  | 1995                                        |                                             | 234                                         | 53                                          |
| 2000                                                                  | 2000                                        |                                             | 348                                         | 59                                          |
| 2005                                                                  | 2005                                        |                                             | 787                                         | 92                                          |
| 2010                                                                  | 2010                                        |                                             | 886                                         | 94                                          |
| Anm.: Ny tätort 1995. 2105 sammanvuxen med tätorten Åsa # Som småort. |                                             |                                             |                                             |                                             |